# Simaba floribunda
Simaba floribunda är en bittervedsväxtart som beskrevs av A. St.-hil.. Simaba floribunda ingår i släktet Simaba och familjen bittervedsväxter. Inga underarter finns listade i Catalogue of Life.